# Matmari, Raichur
Matmari là một làng thuộc tehsil Raichur, huyện Raichur, bang Karnataka, Ấn Độ.